# 가게노역
가게노역(일본어: 影野駅)은 일본 고치현 다카오카군 시만토정에 위치한 시코쿠 여객철도 도산 선의 철도역이다. 역 번호는 K23이며, 섬식 승강장 1면 2선의 구조를 갖춘 지상역이다.

## 타는 곳
| 1 | ■ 도산 선 | (상행) | 스사키 · 고치 · 도사야마다 방면 |
| 2 | ■ 도산 선 | (하행) | 구보카와 방면                   |

## 역 주변
- 국도 제56호선

## 역사
- 1947년 10월 20일 : 개업.
- 1969년 10월 1일 : 배달의 취급을 폐지.
- 1970년 10월 1일 : 무인역화.
- 1987년 4월 1일 : 일본국유철도 분할 민영화에 의해, 시코쿠 여객철도가 승계.

## 인접 역
| 시코쿠 여객철도 도산 선          | 시코쿠 여객철도 도산 선 | 시코쿠 여객철도 도산 선     |
| -------------------------------- | ----------------------- | --------------------------- |
| K 22 도사쿠레 다도쓰 · 고치 방면 | 도산 선                 | 로쿠탄지 K 24 구보카와 방면 |